# Robert Scheidt
Robert Scheidt (n. 15 aprilie 1973, São Paulo, São Paulo, Brazilia) este un iahtman ce a reprezentat Brazilia, medaliat olimpic. A participat la 7 ediții ale Jocurilor Olimpice (1996, 2000, 2004, 2008, 2012, 2016, 2020) în care a câștigat două medalii de aur, două medalii de argint și o medalie de bronz.